# Nicolae Soare
Alexandru Nicolae Soare (né le 21 septembre 1991 à Buzău) est un athlète roumain, spécialiste du demi-fond et du fond.
Il a été trouvé positif pour le meldonium (substance dopante) en 2016. 